# Veena Sahajwalla
Veena Sahajwalla es una inventora y profesora de Ciencia de los Materiales en la Facultad de Ciencias de la Universidad de Nueva Gales del Sur, Australia. Es la directora del «Centro SM@RT» para la Investigación y Tecnología de Materiales Sostenibles y miembro laureado del Consejo de Investigación de Australia.
Sahajwalla es conocida por su papel como concejala en el Consejo Australiano del Clima y como jueza en el programa de televisión de la cadena ABC, «The New Inventors». Sahajwalla también se desempeñó como comisionada en la ahora desaparecida Comisión del Clima de Australia.

## Logros
Sahajwalla es conocida internacionalmente como la inventora de «Green Steel».
La investigación de Sahajwalla es reconocida por cambiar la forma en que se entienden las propiedades de los materiales que contienen carbono, incluidos carbones, coques, grafitos, plásticos y caucho. El trabajo de Sahajwalla ha tenido un impacto significativo en la teoría y las prácticas que forman la base de las operaciones de las industrias de fabricación de hierro, acero y cerámica. De particular importancia es su demostración de que los plásticos y el caucho de desecho pueden reemplazar parcialmente al carbón y al coque en la fabricación de acero.
El enfoque único de Sahajwalla en la evolución de las propiedades del carbono en condiciones de alta temperatura no solo ha mejorado la comprensión científica del procesamiento de materiales, sino que también ha brindado oportunidades rentables para que las industrias avancen hacia métodos de producción sostenibles y respetuosos con el medio ambiente.

## Honores y premios
En 2008, Sahajwalla fue nombrada como Científico del Año para Ciencias de la Ingeniería por la Oficina de Gobierno del Jefe de Científicos de NSW.
En 2011, Sahajwalla fue galardonada con el Premio a la Innovación Empresarial de Nokia, presentado en los Premios Telstra de Mujeres de Negocios.
En 2012, Sahajwalla recibió el Premio a la Innovación GE de la Fundación Ambiental Banksia.
En 2012, Sahajwalla ganó el Premio «Australian Innovation Challenge» en reconocimiento a su trabajo revolucionario que convirtió neumáticos de caucho reciclados en acero. 
En 2013, Sahajwalla recibió el Premio «AIST Howe Memorial Lecture».
Sahajwalla ganó la Categoría de Innovación en los premios de las 100 mujeres australianas de más influencia en 2015.
En 2016, Sahajwalla fue finalista por el Premio «Premier de NSW» a la Mujer del Año.
En 2018, fue elegida miembro de la Academia Australiana de Ciencias (FAA).